# Bromma Kyrka
Bromma Kyrka – dzielnica (stadsdel) Sztokholmu, położona w jego zachodniej części (Västerort) i wchodząca w skład stadsdelsområde Bromma. Graniczy z dzielnicami Eneby, Riksby, Norra Ängby i Beckomberga.
Według danych opublikowanych przez gminę Sztokholm, 31 grudnia 2020 r. dzielnica Bromma Kyrka liczyła 2693 mieszkańców. Powierzchnia dzielnicy wynosi łącznie 1,18 km², z czego 0,06 km² stanowi jezioro Kyrksjön, położone na granicy z dzielnicą Norra Ängby.